# Gone Boy
«Gone Boy» (укр. «Загублений») — дев'ята серія двадцять дев'ятого сезону мультсеріалу «Сімпсони», прем'єра якої відбулась 10 грудня 2017 року у США на телеканалі «Fox».

## Сюжет
Сім'я Сімпсонів катається на авто напрокат. Щоб повністю витратити проплачене пальне, Гомер відправляється з Бартом гратись. Однак, коли Барту треба відлити, він йде в ліс, де провалюється у люк. Барт опиняється в якомусь бункері, де знаходить електронну техніку, яка, здається, є військовою.
Сім'я та Спрінґфілдський відділок поліції починають розшукувати ліс, але шеф Віггам та його колеги, як завжди, зазнають невдачі.
Тим часом Другий Номер Боб в якості громадських робіт збирає сміття з іншими в'язнями. В'язнів (включно з Бобом) закликають долучитись до пошуків Барта.
Тим часом Барт намагається втекти, але драбина ламається поступається. Він знаходить телефон, але замість того, щоб телефонувати на допомогу, він дзвонить Мо, щоб приколотися. Мілгаус знаходить вхід, але не допомагає Барту.
У новинах оголошують, що Барт загинув, у що відмовляється вірити Другий Номер Боб. Однак, Мілгаус не може принести добрих новин Сімпсонам, щоб отримати прихильність засмученої горем Ліси. Коли хлопчик виходить з дому Сімпсонів, Боб переконує його відвести його до Барта.
Барт телефонує Мардж, підтверджуючи, що він живий. Вона змушує Гомера з Ейбом власними зусиллями знайти Барта.
Тим часом, діставшись до бункера, Боб підштовхує Боб прив'язує обох дітей до ракети «Norad». Гомер і Ейб не встигають їх знайти перед, як ракета полетіла… Однак, Боб зрозумів, що вже не ненавидить Барта і не бажає його смерті і врятував дітей.
Повернувшись до в'язниці, Другий Номер Боб проводить свою тюремну терапію. Він заявляє, що буде робити добро… коли відбуде своє довічне покарання.
У фінальній сцені, через багато років Боб живе в маяку, куди йому кур'єр доставляє пошту. Він все ще божеволіє від минулих спроб вбивства Барта, про що свідчить його повідомлення на піску пляжу, яке постійно змивається припливами…

## Ставлення критиків і глядачів
Під час прем'єри серію переглянули 6,06 млн осіб з рейтингом 2.3, що зробило її найпопулярнішим шоу на каналі «Fox» тієї ночі.
Денніс Перкінс з «The A.V. Club» дав серії оцінку B+, відмітивши «злагоджену розповідь, ретельно пророблені обширні приколи репліки, які змусили сміятися вголос, освіжаюча відсутність атональних жартів, які або порушують дух шоу, або злегка описують над поп-культурними ефемерами».
Тоні Сокол з «Den of Geek» дав серії три з п'яти зірок, сказавши, що «обіцяна передумова сюжету могла б стати більш оригінальною пропозицією саме з серіалу [і відрізнятися від книги „Gone Girl“]…»
Серію було номіновано на премію «Еммі» в категорії «Найкраща анімаційна передача» 2018 року.
Згідно з голосуванням на сайті The NoHomers Club більшість фанатів оцінили серію на 4/5 із середньою оцінкою 4,01/5.